# Чунчуань
Чунчуа́нь (кит. упр. 崇川, пиньинь Chóngchuān) — район городского подчинения городского округа Наньтун провинции Цзянсу (КНР).

## История
Во времена империи Хань здесь был лишь небольшой песчаный остров посреди моря. Однако Янцзы приносила ил, который постепенно откладывался, в результате чего остров рос и в итоге соединился с материком. Во время империи Тан здесь уже появился посёлок.
Во времена империи Поздняя Чжоу в 958 году здесь был образован Цзинхайский военный округ (静海军), вскоре преобразованный в область Тунчжоу (通州). Во времена империи Сун область была в 1023 году переименована в Чунчжоу (崇州), а затем — в Чунчуань, но в 1033 году ей было возвращено название Тунчжоу.
Во времена монгольской империи Юань область Тунчжоу была в 1278 году поднята в статусе до региона Тунчжоу (通州路), но шесть лет спустя была вновь понижена в статусе до области. Во времена маньчжурской империи Цин в 1724 году область была поднята в статусе до «непосредственно управляемой» (то есть стала подчиняться напрямую властям провинции Цзянсу, минуя промежуточное звено в виде управы). 8 ноября 1911 года до властей Тунчжоу дошли известия об Учанском восстании, и здесь было создано военное правительство, объявившее о неподчинении имперским властям.
После Синьхайской революции в Китае была проведена реформа административного деления, во время которой были упразднены области и комиссариаты. В 1912 году на землях, ранее напрямую подчинённых властям Тунчжоу, был образован уезд Наньтун (南通县).
После того, как в ходе гражданской войны эти места окончательно перешли под контроль коммунистов, в феврале 1949 года урбанизированная часть уезда Наньтун была выделена в город Наньтун, а в апреле был создан Специальный район Наньтун (南通专区), в состав которого вошли город Наньтун и 5 уездов.
После того, как в 1953 году была создана провинция Цзянсу, город Наньтун стал городом провинциального подчинения. В 1958 году город Наньтун перешёл под юрисдикцию Специального района Наньтун, а в 1962 году вновь стал городом провинциального подчинения. В 1970 году Специальный район Наньтун был переименован в Округ Наньтун (南通地区).
В 1983 году были расформированы город Наньтун и округ Наньтун, и был образован городской округ Наньтун, при этом территория бывшего города Наньтун была преобразована в Городской район (城区) и Пригородный район (郊区).
В 1991 году Городской район был переименован в район Чунчуань.
Постановлением Госсовета КНР от 5 июня 2020 года к району Чунчуань был присоединён район Ганчжа.

## Административное деление
Район делится на 20 уличных комитетов.

## Экономика
В районе базируется крупный производитель микросхем Tongfu Microelectronics.